# Seznam tankov med obema svetovnima vojnama
Seznam tankov, ki so bili dejavni med obema svetovnima vojnama.

## Nemškitanki
- Neubaufahrzeug
- Panzer I
- Panzer II

## Italijanskitanki
- Fiat 3000
- CV-35
- CV-33

## Francoskitanki
- Renault FT-18
- Char 2C
- Char B1
- Char NC1/NC27
- Char NC2/NC31
- Renault R-35
- FCM 36
- Hotchkiss H-35
- Char D1
- Somua S-35

## Britanskitanki
- Light Tank Mk VI
- Light Tank Mk VII
- Vickers Medium Mark I
- Vickers Medium Mark II
- Cruiser Mk I
- Cruiser Mk II
- Matilda Mk I
- Matilda Mk II
- Vickers Mark E
- Vickers A1E1 Independent
- Carden Loyd tankette

## Poljskitanki
- TKS
- 7TP

## Sovjetskitanki
- T-18
- Serija BT
- T-24
- T-26
- T-27
- T-28
- T-35
- T-100
- Tank Grote

## Češkoslovaškitanki
- Tancik T-33

## Ameriškitanki
- M1917
- M1 (lahki tank)
- M2 (lahki tank)